# Murat Günak
Murat Günak (Estambul, 9 de agosto de 1957) es un diseñador de automóviles turco y ex diseñador jefe de Volkswagen y Mercedes-Benz.

## Carrera
Günak estudió diseño en la Hochschule für Bildende Künste (Academia de Bellas Artes) en Kassel y luego estudió en el Royal College of Art de Londres con Claude Lobo y Patrick le Quément. donde obtuvo el Máster en Diseño Automotriz y fue patrocinado por Ford.

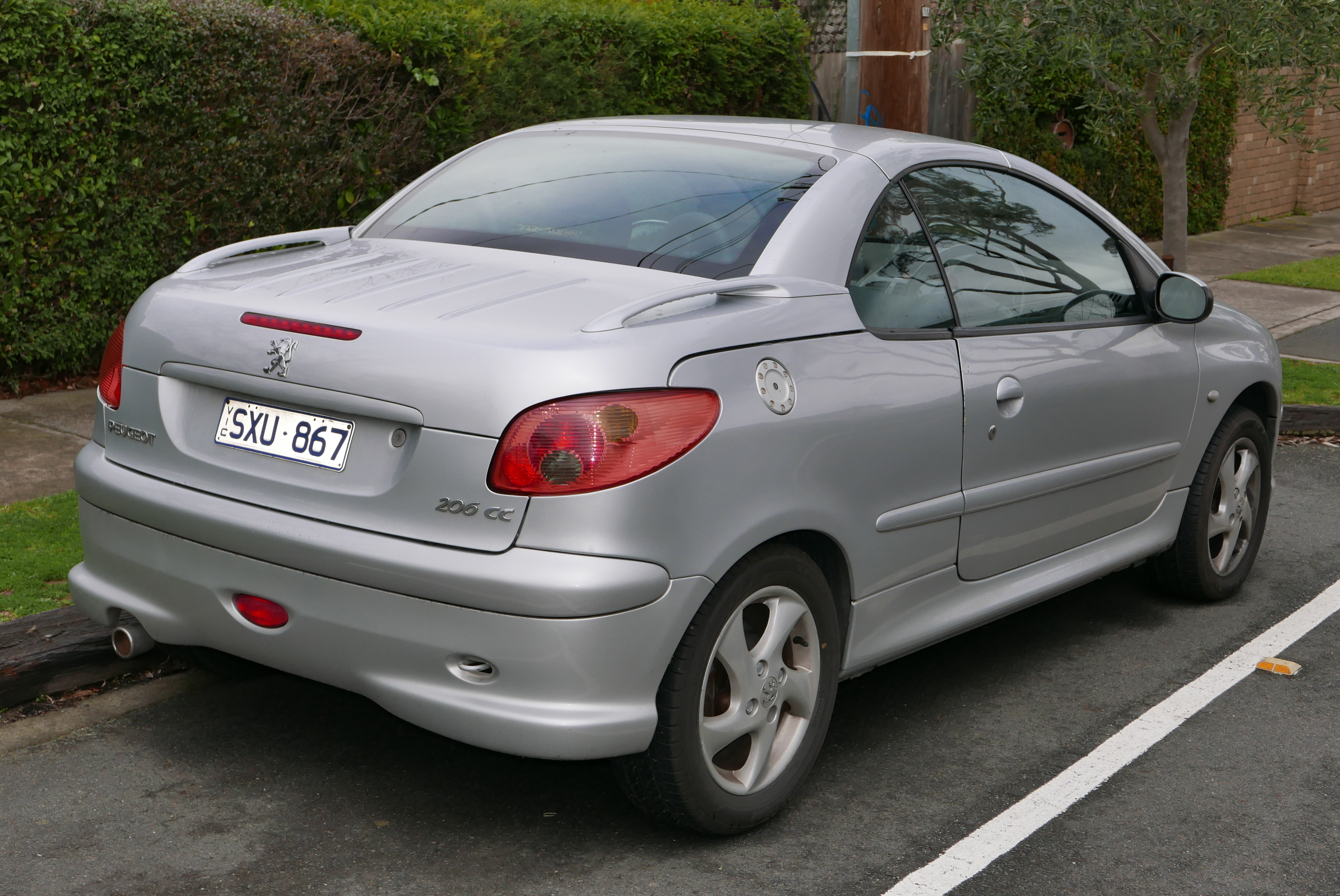
Peugeot 206 CC

Tras graduarse, trabajó en Ford en Alemania durante dos años y luego se incorporó a Mercedes-Benz durante ocho. Gunak se incorporó a Peugeot como jefe de diseño en 1994 y regresó a Mercedes-Benz y DaimlerChrysler en 1998 como Vicepresidente de todos los vehículos de pasajeros.

## Carrera profesional temprana
Poco después de finalizar su formación, Günak se convirtió en uno de los diseñadores de automóviles más solicitados de Alemania. Consiguió su reconocimiento como figura destacada del diseño automotriz con el diseño del primer Mercedes Clase C (W202), sucesor del modelo 190 (W201). También diseñó, por ejemplo, los faros redondos que se incorporaron a muchas series de modelos Mercedes a partir de 1995. Fue responsable, entre otros, del diseño del primer Mercedes SLK y de los modelos Maybach 57 y 62. Desempeñó un papel fundamental en el diseño de los modelos SLR y CLS.
Para Peugeot, diseñó los modelos Peugeot 206 CC, Peugeot 307 y Peugeot 607.
Se incorporó a la marca Volkswagen como Director de Diseño en abril de 2003 y asumió el cargo de Director de Diseño del Grupo Volkswagen el 1 de enero de 2004, siendo responsable de las actividades de diseño de todas las marcas del Grupo. En 2007, fue sustituido en Volkswagen por su antiguo empleado, Walter de'Silva.

## Jefe del departamento de diseño de Volkswagen
En 2004, asumió la dirección del departamento de diseño de Volkswagen AG. Su objetivo en VW era "emocionalizar" el diseño de la marca Volkswagen. Para ello, introdujo, entre otras cosas, la decoración cromada a gran escala en la parrilla del radiador y el parachoques delantero de algunos modelos, así como las luces traseras LED redondas presentes en todos los modelos. Desempeñó un papel clave en el prototipo, sucesor del VW Scirocco, presentado en numerosos salones del automóvil como VW Iroc, y fue fundamental en el diseño del VW Golf V, el VW Eos y el VW Tiguan. También rediseñó los modelos VW Touareg y Touran. Trabajó también para las filiales del grupo, Škoda y Bentley. En el marco de la reestructuración de la dirección del grupo VW, fue sustituido en enero de 2007 por Walter de Silva, exdiseñador jefe de Alfa Romeo, Audi con Lamborghini y Seat, quien anteriormente había trabajado bajo las órdenes de Günak. Los diseños ya realizados bajo la dirección de Günak para los modelos Golf VI, Passat y Scirocco lanzados en 2008 fueron rediseñados parcialmente bajo la dirección de De Silva.

## Movilidad eléctrica
De julio de 2007 a 2009, Günak se desempeñó como CEO de Mindset AG bajo mandato a través de su MGMO GmbH en Lucerna. La compañía planeó lanzar un automóvil híbrido compacto llamado "mindset", pero abandonó en gran medida el desarrollo en 2009 debido a problemas financieros.
Se trasladó a un nuevo proyecto de vehículo eléctrico llamado "Mia electric" en Francia, que se produjo entre 2011 y 2013. Posteriormente, Günak se trasladó a Tretbox, ahora Ono, para desarrollar más diseños de vehículos eléctricos.
En 2016, Günak fundó la empresa Onomotion, con sede en Berlín, para fabricar bicicletas eléctricas de transporte.
Después de 2018, Murat Günak trabajó con Togg para diseñar el Togg T10X con la contribución de Pininfarina.
El apoyo financiero para la idea de negocio de Günak provino principalmente de Edwin Kohl.
Desde 2020, Günak asesora al grupo turco de empresas conjuntas automovilísticas (Togg). A partir del 1 de abril de 2021, fue nombrado Líder de Diseño.

## Vehículos diseñados por Murat Günak
- Mercedes-Benz Clase C (W202)
- Mercedes-Benz SLK (R170)
- Mercedes-Benz SLR McLaren
- Peugeot 206 CC
- Peugeot 307
- Peugeot 607
- Volkswagen Passat CC
- Volkswagen Scirocco III
- Volkswagen Golf V

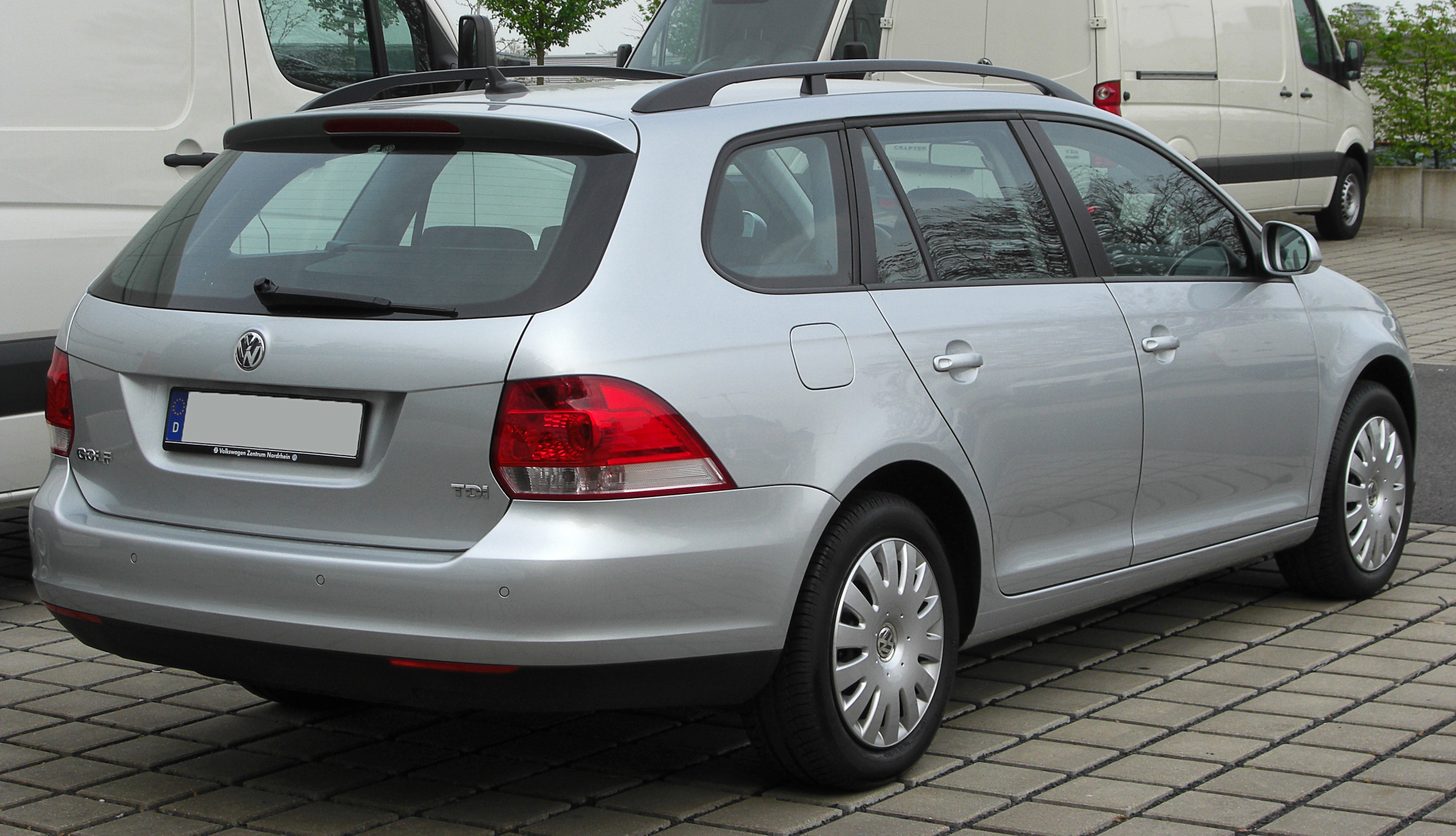
Volkswagen Golf V Variant

- Volkswagen Golf V Variant (variante familiar)
- Volkswagen Eos
- Volkswagen Tiguan (primera generación)
- Mia electric
- Togg T10X[11]

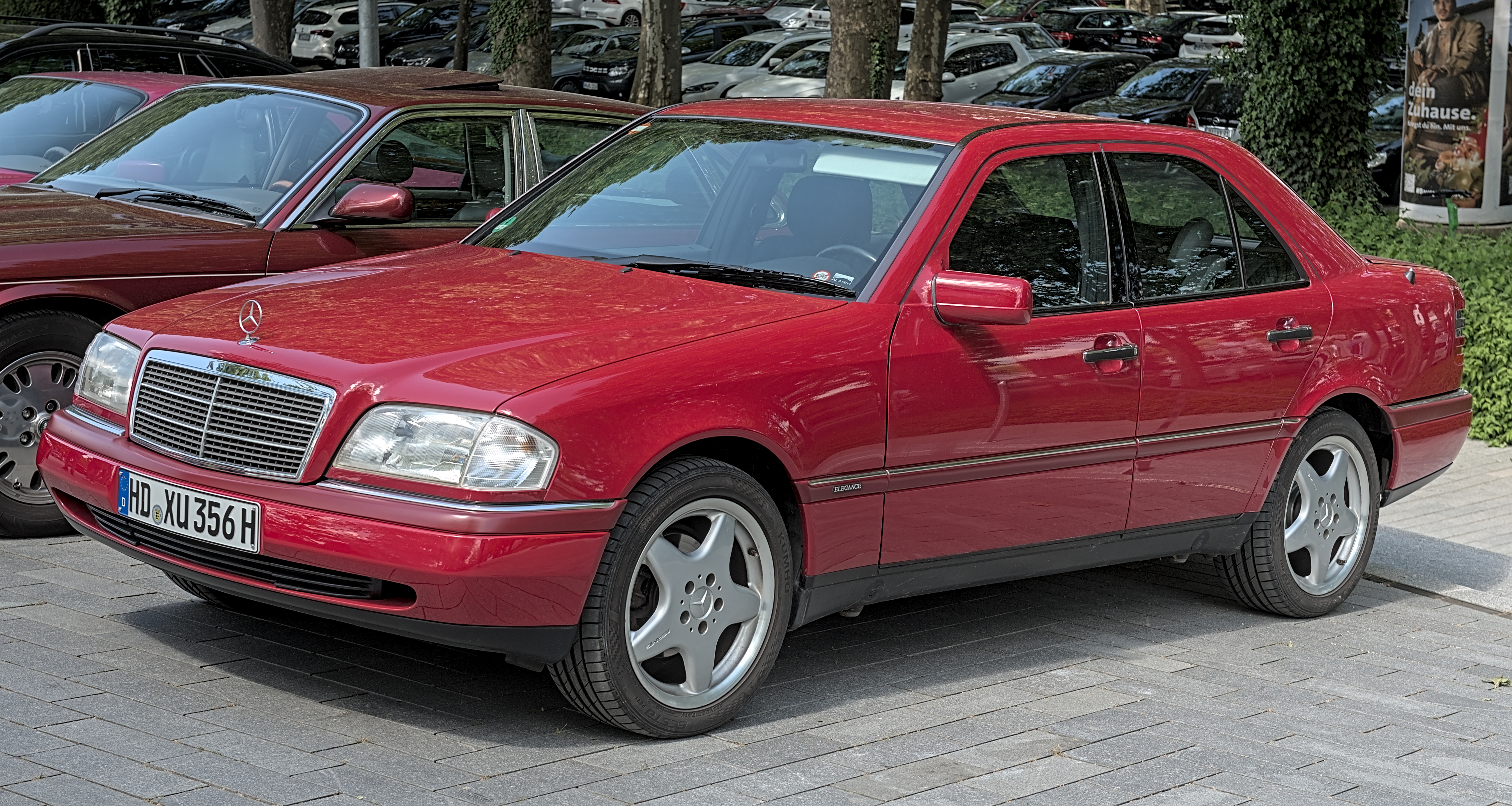
Mercedes-Benz W202
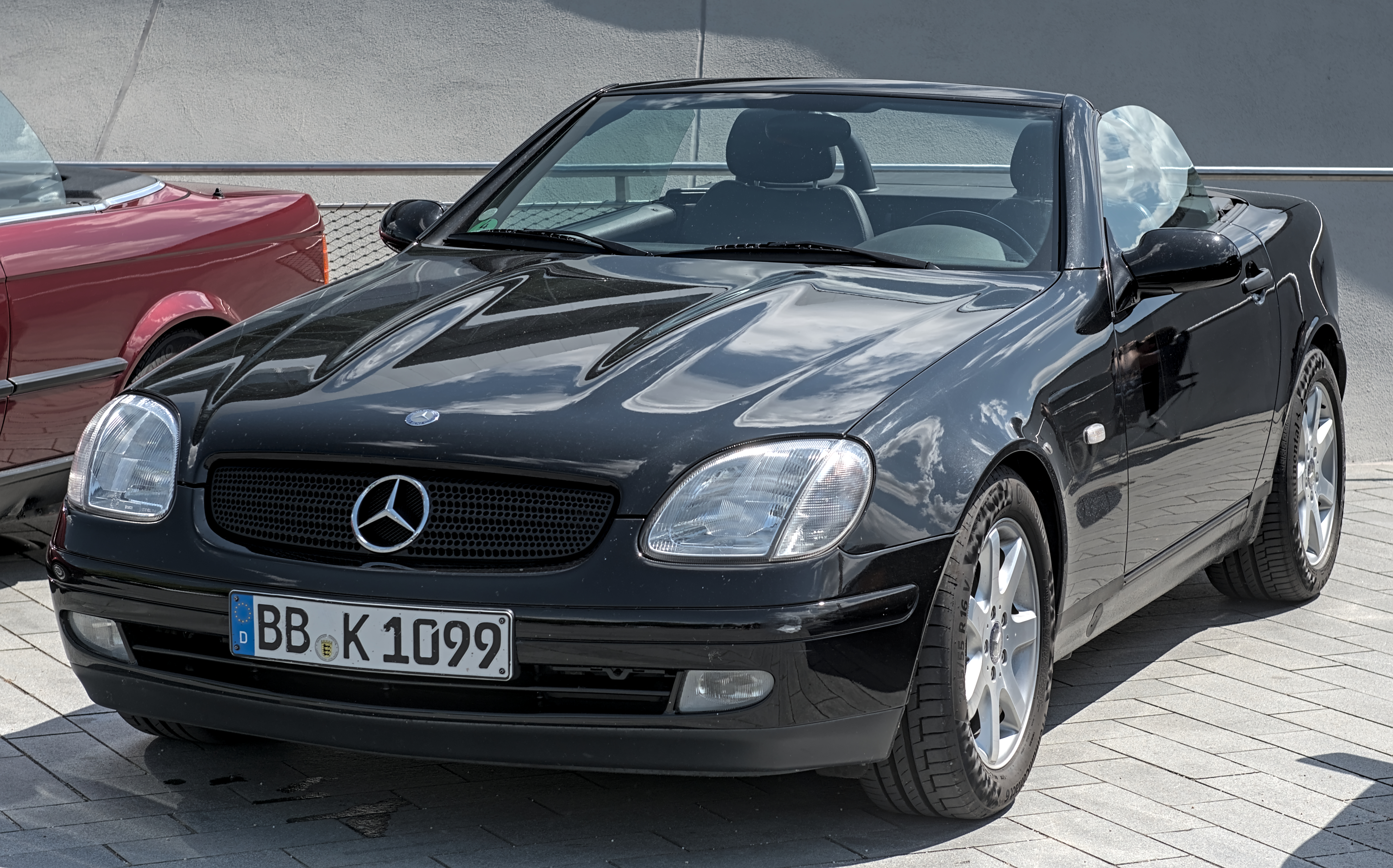
Mercedes-Benz R 170
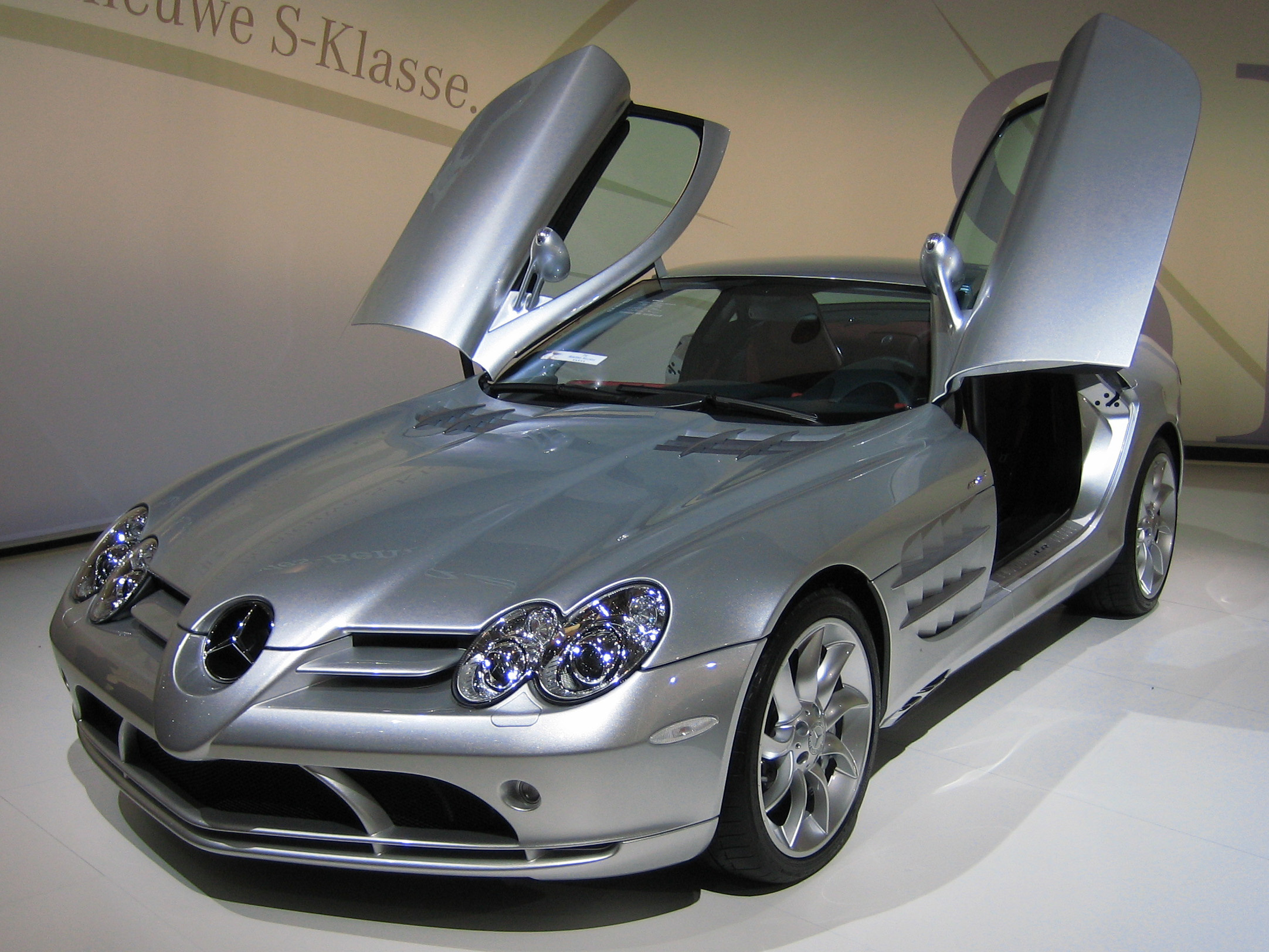
Mercedes-Benz SLR
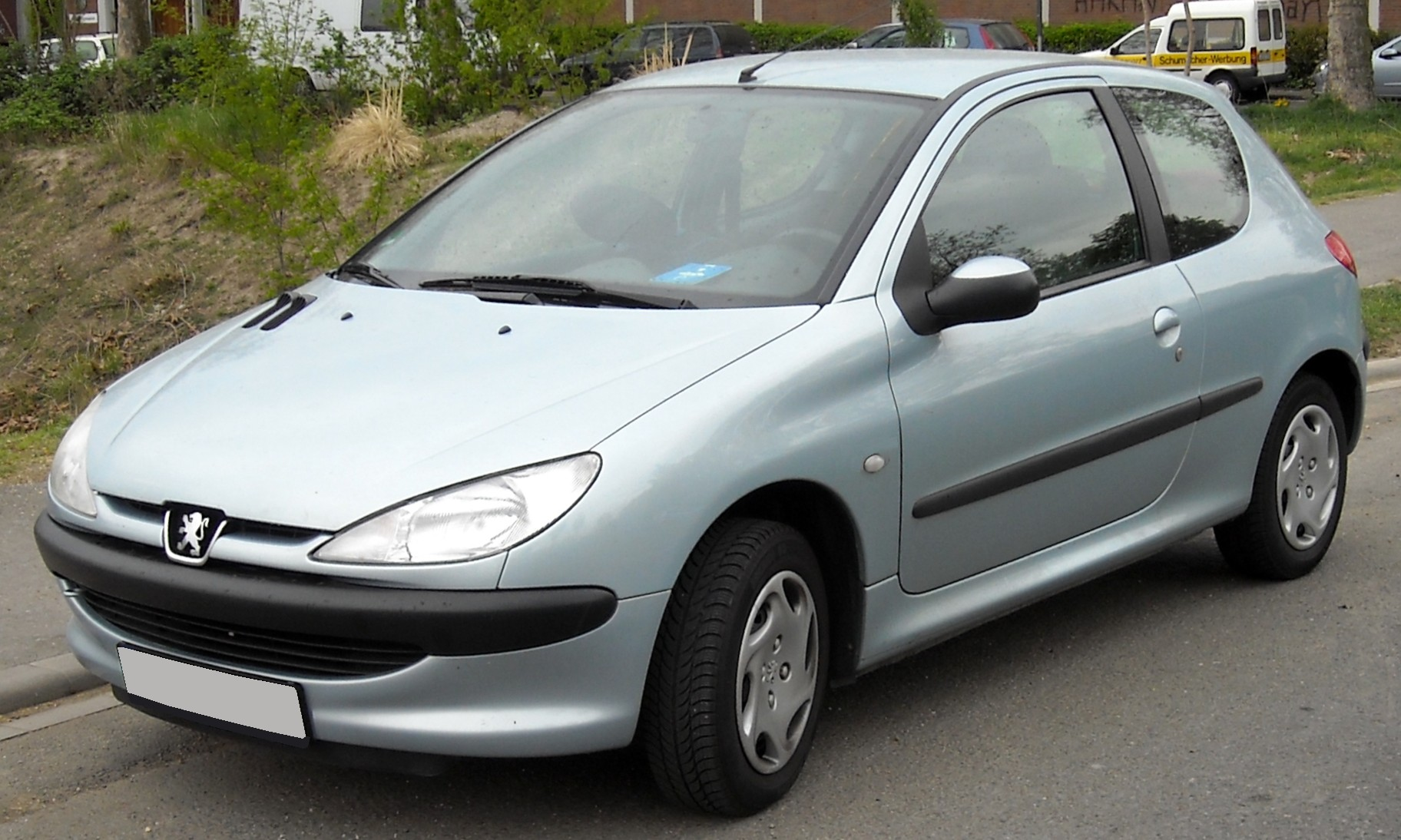
Peugeot 206
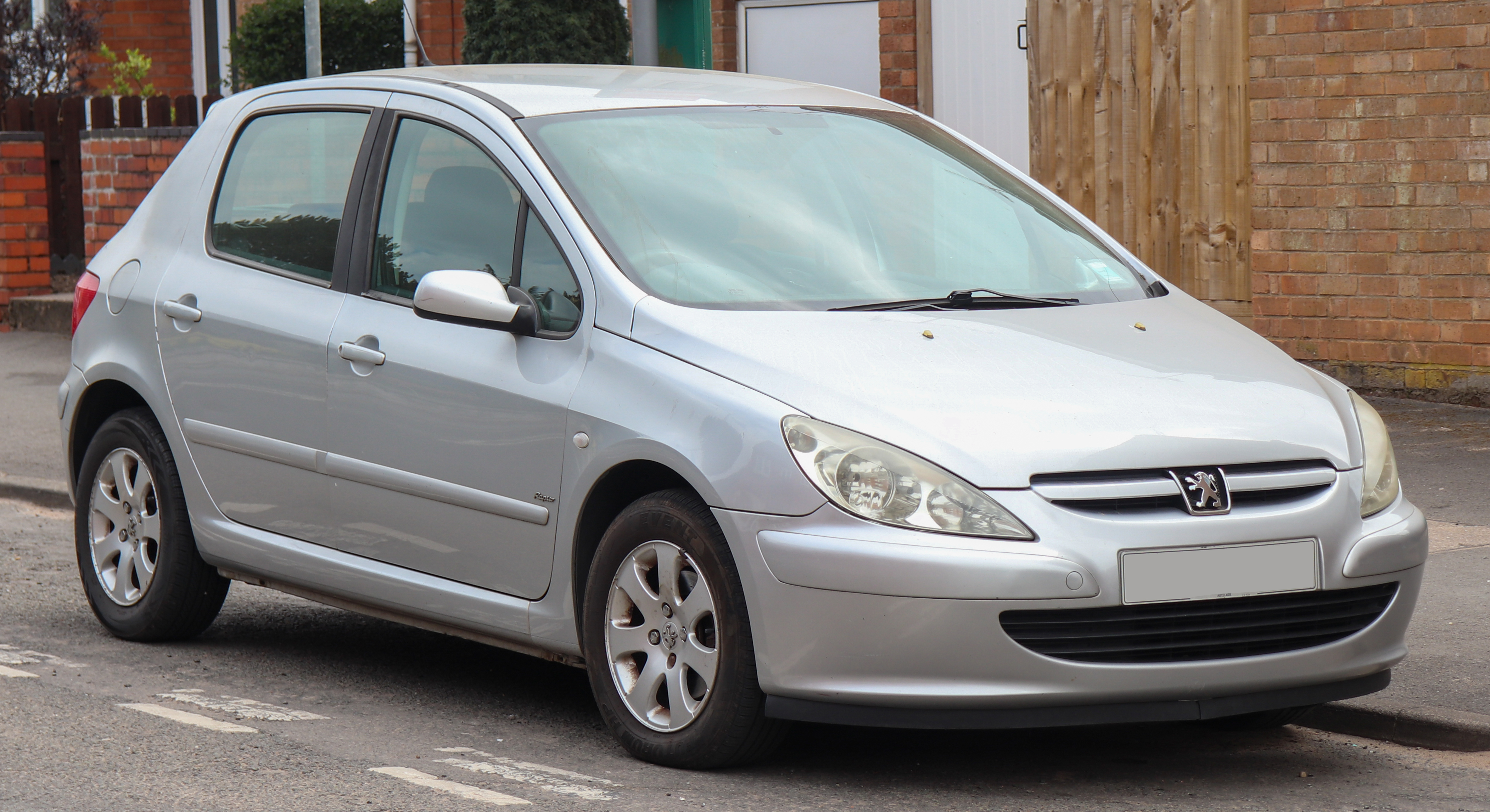
Peugeot 307
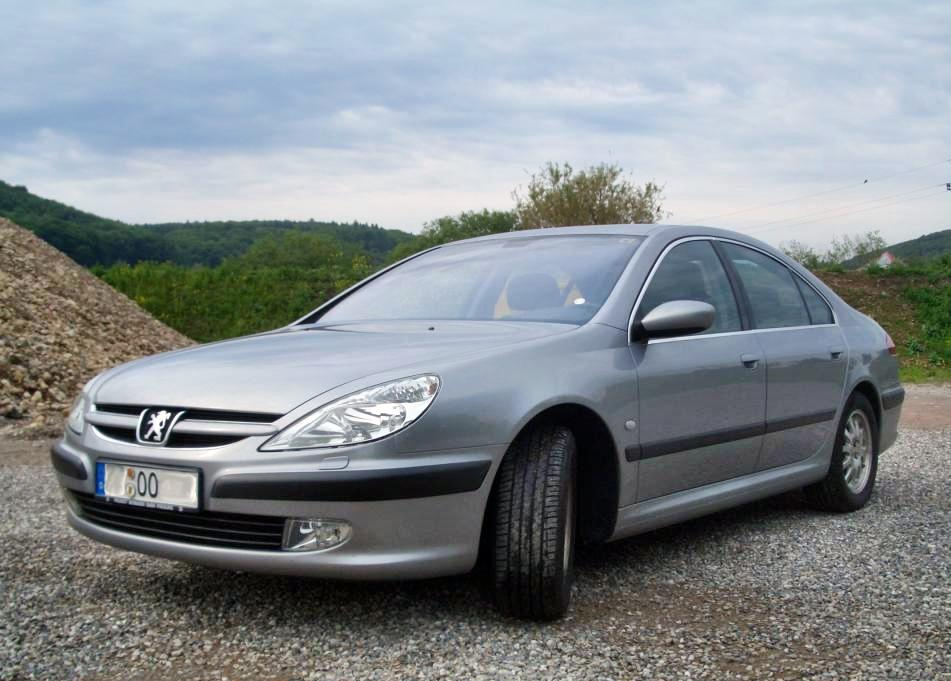
Peugeot 607
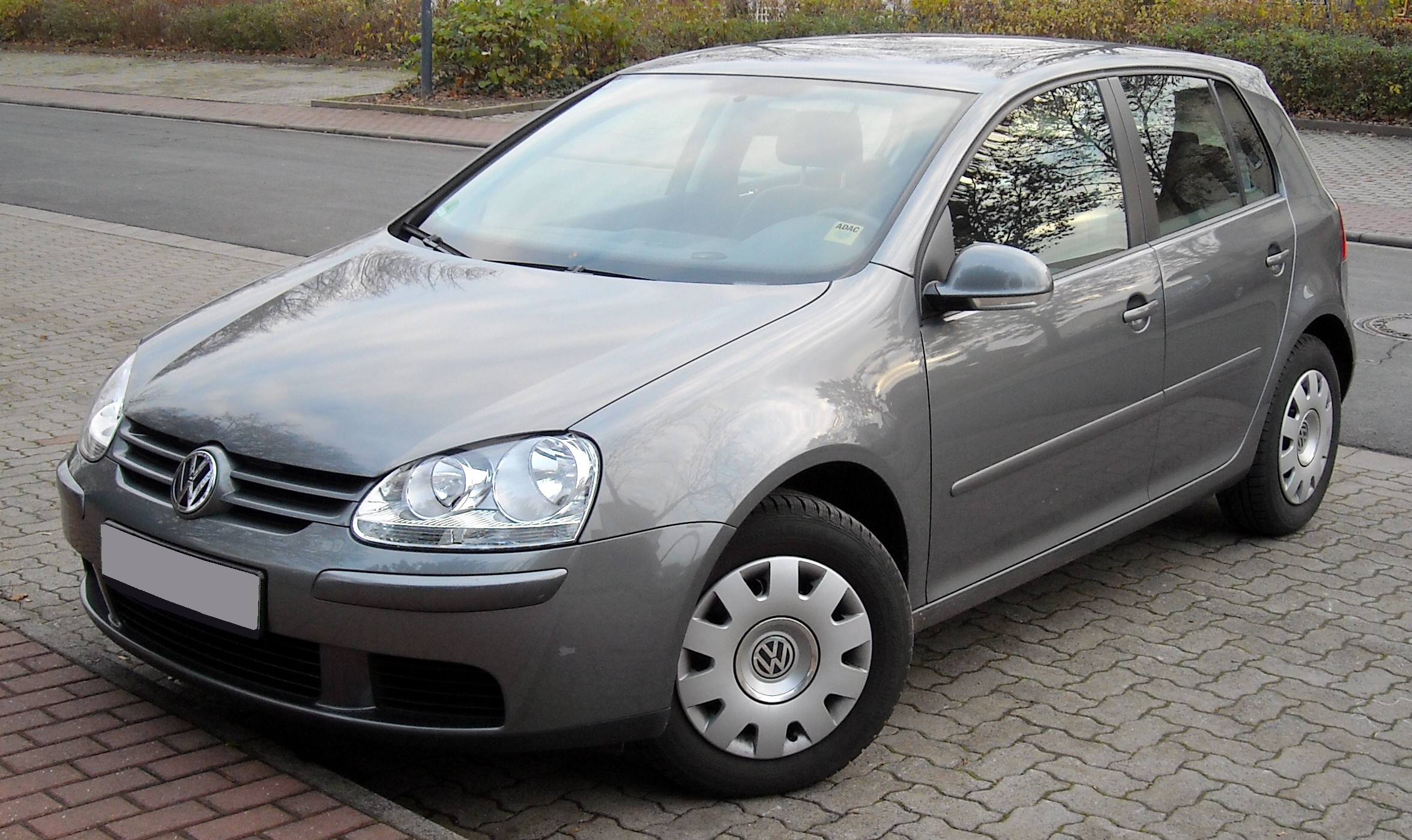
VW Golf V
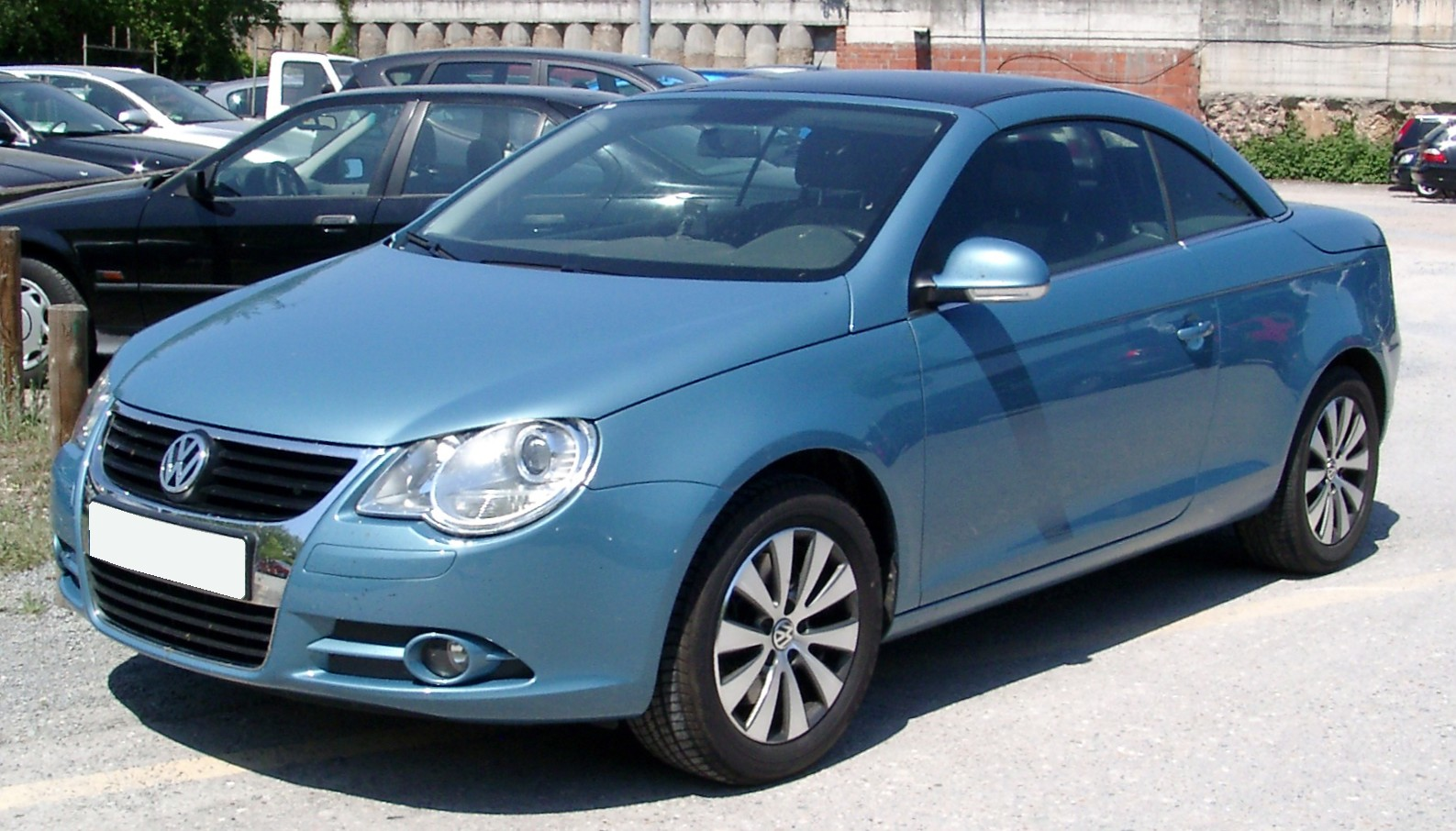
VW Eos
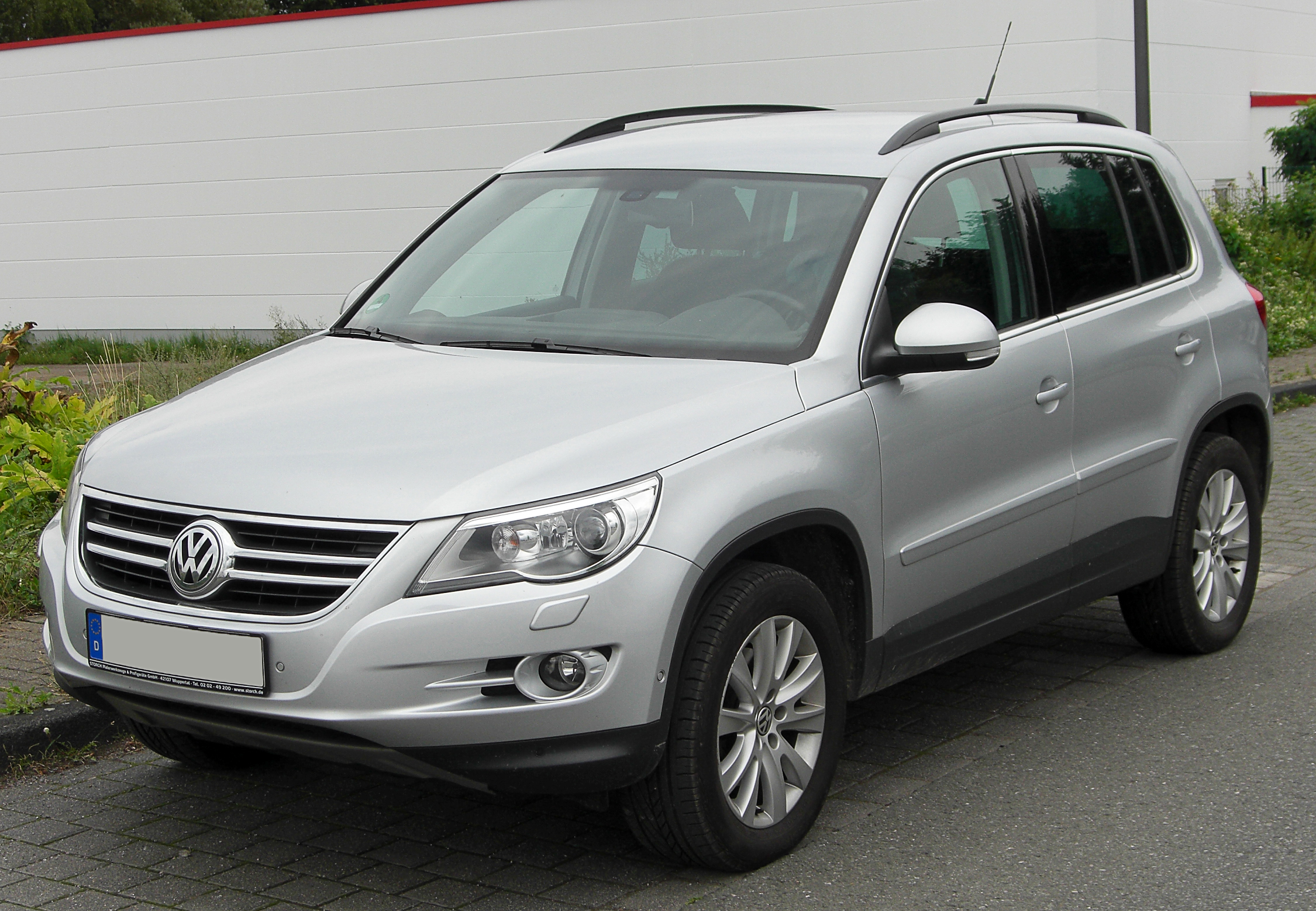
VW Tiguan
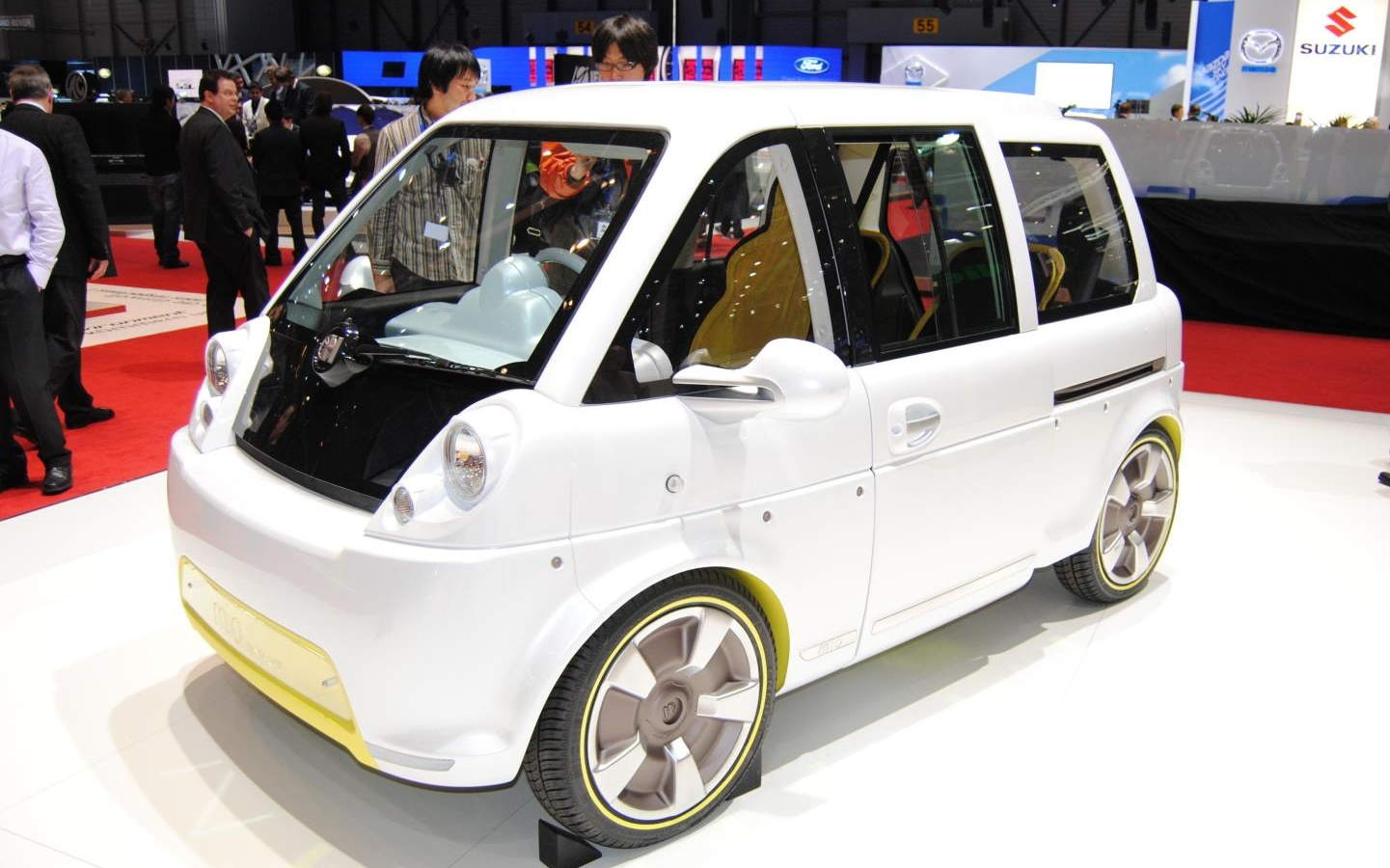
Mia
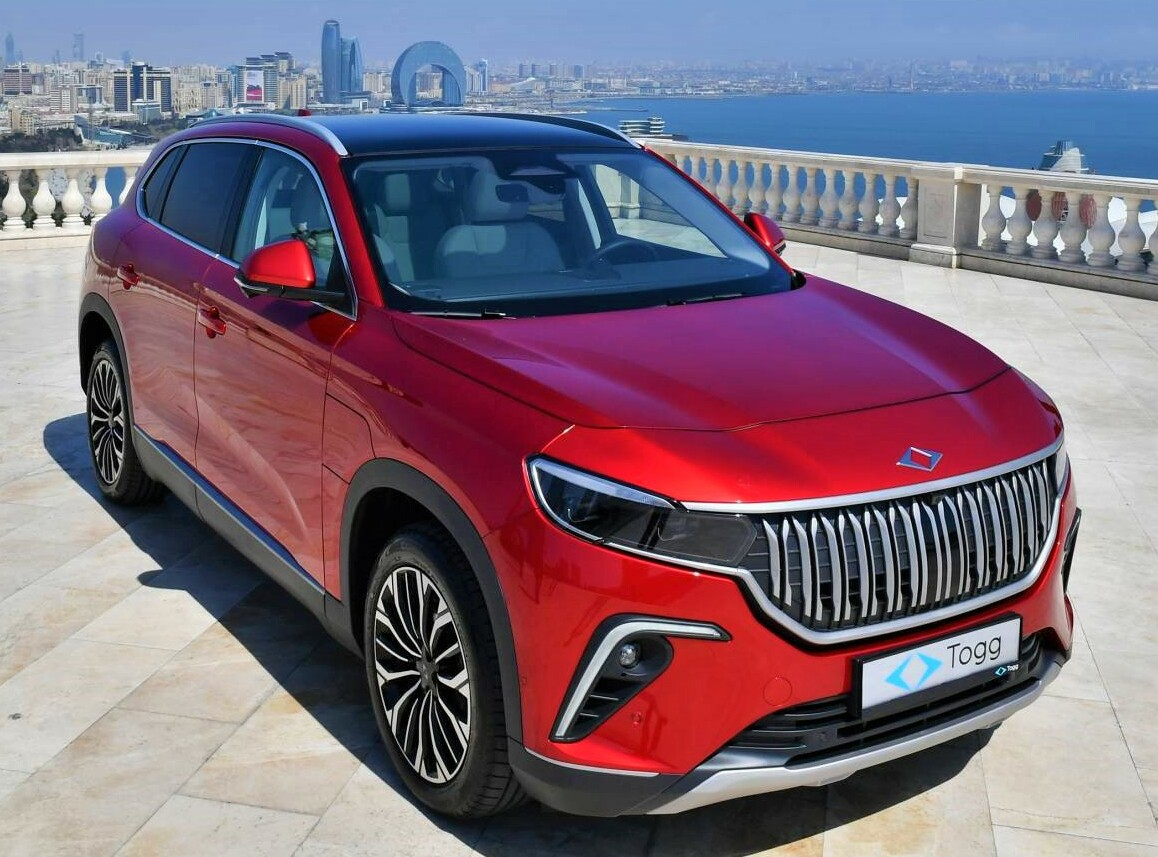
Togg T10X